# 深川養鶏農業協同組合
深川養鶏農業協同組合（ふかわようけいのうぎょうきょうどうくみあい、通称：深川養鶏）は、山口県長門市に本部を置く農業協同組合。その名が示すとおり養鶏を営む農家を対象とした専門農協。養鶏専門農協の中央組織である日本養鶏農業協同組合連合会に加盟しており、山口県内の総合農協の旧連合会であったJA山口県経済連やその後身のJA全農山口には加盟していなかった。2019年に県内の総合農協が合併してできたJA山口県にも参加していない。

## 概要
長門市内ではブロイラーによる養鶏業が盛んであり、鶏肉や鶏卵およびこれらの加工品の製造販売を事業の主力として行っている。鶏肉は近年、抗生物質や合成抗菌剤を使用しないハーブ入り飼料を使用しており、「長州どり」のブランドで各地に流通させている。このこともあって長門市内では鶏肉の流通量が多く、市内には焼き鳥店が多く存在し、名物の一つとなっている。また、手羽中肉にスパイスで味付けした「チキンヒーロー」は山口県（特に長門市周辺）のローカルフードとして親しまれている。
鶏卵加工品としては「鶏卵せんべい」などで知られる。かつては鶏卵饅頭も製造していたが現在は販売を終了している。
事業区域は長門市およびその近郊であるが、商品配送のための流通センターを山口市・広島県廿日市市・島根県松江市に置く。肉は自組合サイトのほか、JA全農の通販サイトでも販売している。
- 代表理事組合長：末永明典
- 役員：理事7名 監事3名
- 組合員数：153名(正組合員48名・准組合員105名)